# Manfred Zapf
Manfred Zapf, född den 24 augusti 1946 i Stapelburg, Tyskland, är en östtysk fotbollsspelare som tog OS-brons i fotbollsturneringen vid de olympiska sommarspelen 1972 i München.